# Femi Azeez
Oluwafemi Javier Azeez Beloso, noto semplicemente come Femi Azeez (Westminster, 5 giugno 2001), è un calciatore inglese, attaccante del Millwall.

## Biografia
Nato in Inghilterra da padre nigeriano e madre spagnola, è fratello di maggiore di Miguel Azeez, a sua volta calciatore professionista.

## Caratteristiche tecniche
È un'ala destra.

## Carriera
Ha iniziato la carriera con il Northwood nelle divisioni inferiori del calcio inglese, per poi passare al Wealdstone nel 2018. Nell'estate del 2020 è stato acquistato dal Reading ed il 6 marzo 2021 ha debuttato a livello professionistico nell'incontro di Football League Championship vinto 3-0 contro lo Sheffield Weds. Ha segnato il suo primo gol nel campionato cadetto inglese il 14 agosto seguente, nel successo casalingo per 2-1 contro il Preston N.E.. In seguito alla retrocessione in terza divisione è diventato uno dei giocatori chiave della squadra, con cui ha giocato 52 incontri e segnato 9 reti nella stagione 2023-2024.
Il 21 agosto 2024 è stato acquistato a titolo definitivo dal Millwall.

## Statistiche
aggiornato al 12 dicembre 2024
| Stagione        | Squadra         | Campionato      | Campionato | Campionato | Coppe nazionali | Coppe nazionali | Coppe nazionali | Coppe continentali | Coppe continentali | Coppe continentali | Altre coppe | Altre coppe | Altre coppe | Totale | Totale | Totale |
| Stagione        | Squadra         | Comp            | Pres       | Reti       | Comp            | Pres            | Reti            | Comp               | Pres               | Reti               | Comp        | Pres        | Reti        | Pres   | Reti   |        |
| --------------- | --------------- | --------------- | ---------- | ---------- | --------------- | --------------- | --------------- | ------------------ | ------------------ | ------------------ | ----------- | ----------- | ----------- | ------ | ------ | ------ |
| 2017-2018       | Northwood       | SFL             | 12         | 0          | -               | -               | -               | -                  | -                  | -                  | -           | -           | -           | 12     | 0      |        |
| 2018-2019       | Wealdstone      | NLS             | 8          | 0          | FACup           | 0               | 0               | -                  | -                  | -                  | FAT         | 0           | 0           | 8      | 0      |        |
| gen.-mar. 2019  | Hanwell Town    | IL              | 3          | 3          | -               | -               | -               | -                  | -                  | -                  | -           | -           | -           | 3      | 3      |        |
| feb.-mar. 2020  | Bracknell Town  | IL              | 1          | 0          | -               | -               | -               | -                  | -                  | -                  | -           | -           | -           | 1      | 0      |        |
| 2020-2021       | Reading         | FLC             | 1          | 0          | FACup+CdL       | 0               | 0               | -                  | -                  | -                  | -           | -           | -           | 1      | 0      |        |
| 2021-2022       | Reading         | FLC             | 13         | 2          | FACup+CdL       | 1+0             | 0               | -                  | -                  | -                  | -           | -           | -           | 14     | 2      |        |
| 2022-2023       | Reading         | FLC             | 20         | 0          | FACup+CdL       | 1+0             | 0               | -                  | -                  | -                  | -           | -           | -           | 21     | 0      |        |
| 2023-2024       | Reading         | FL1             | 46         | 8          | FACup+CdL       | 2+1             | 1+0             | -                  | -                  | -                  | FLT         | 3           | 0           | 52     | 9      |        |
| ago. 2024       | Reading         | FL1             | 1          | 0          | FACup+CdL       | 0               | 0               | -                  | -                  | -                  | FLT         | 0           | 0           | 1      | 0      |        |
| Totale Reading  | Totale Reading  | Totale Reading  | 81         | 10         |                 | 5               | 1               |                    | -                  | -                  |             | 3           | 0           | 89     | 11     |        |
| 2024-2025       | Millwall        | FLC             | 16         | 1          | FACup+CdL       | 0+1             | 0               | -                  | -                  | -                  | -           | -           | -           | 17     | 1      |        |
| Totale carriera | Totale carriera | Totale carriera | 121        | 14         |                 | 6               | 1               |                    | -                  | -                  |             | 3           | 0           | 130    | 15     |        |